# COLORFUL BOX
『COLORFUL BOX』（カラフル・ボックス）は、1983年11月21日に発表された早見優の5枚目のオリジナル・アルバム。規格品番は、LP:28TR-2030 / CT:28TT-1030。

## 解説
アルバムオリジナル曲の2曲に久保田早紀が参加した他、川上了・筒美京平・三浦徳子ら早見の楽曲に数多く関わっているアーティストも参加し、独特の雰囲気を持つ内容のアルバムとなっている。また、ヒットシングル「ラッキィ・リップス」の英語バージョン「AFTERLIGHT」が収められている。
2012年4月に、本アルバムを含むオリジナル・アルバムを全て収めたCD-BOX『Thank YU〜30th Anniversary Special Box〜』が発売された際には、シングル「ラッキィ・リップス」のA・B面曲や「夏色のナンシー」「渚のライオン」の英語バージョンなどのボーナス・トラックが追加され『COLORFUL BOX+4』としてDisc-4に収録された。

## 収録曲

### LP・CT
- 特記以外の編曲：川上了

#### Side A "Pine Side"
1. もう一度 Hello
作詞：竜真知子 / 作曲：山川恵津子
2. Luna
作詞・作曲：久保田早紀
3. AZIES
作詞・作曲：久保田早紀
4. St. Amien
作詞：松本一起 / 作曲：亀井登志夫
5. Stardust Night
作詞：竜真知子 / 作曲：山川恵津子

#### Side B "Bamboo Side"
1. AFTERLIGHT
作詞：John Stanley / 作曲：筒美京平 / 編曲：大村雅朗
2. Pink Shock
作詞：松本一起 / 作曲：亀井登志夫
3. 白い水平線
作詞：三浦徳子 / 作曲：伊東正美
4. Teenage Blue
作詞：三浦徳子 / 作曲：伊東正美
5. 海辺のクリスマス
作詞：小林和子 / 作曲：筒美京平

### CD
1. もう一度 Hello
2. Luna
3. AZIES
4. St. Amien
5. Stardust Night
6. AFTERLIGHT
7. Pink Shock
8. 白い水平線
9. Teenage Blue
10. 海辺のクリスマス

### 『COLORFUL BOX+4』
1. もう一度 Hello
2. Luna
3. AZIES
4. St. Amien
5. Stardust Night
6. AFTERLIGHT
7. Pink Shock
8. 白い水平線
9. Teenage Blue
10. 海辺のクリスマス
[Bonus Track]
11. ラッキィ・リップス
作詞：三浦徳子 / 作曲：筒美京平 / 編曲：大村雅朗
12. 悲しい Too Many Rules
作詞：三浦徳子 / 作曲：筒美京平 / 編曲：大村雅朗
13. SUMMER COLOURED NANCY (「夏色のナンシー」英語バージョン )
作詞：三浦徳子 / 英語詞：John Stanley / 作曲：筒美京平 / 編曲：茂木由多加
  - カセット企画『優のワンダーランド』収録曲
14. BEACH LION (「渚のライオン」英語バージョン )
作詞：三浦徳子 / 英語詞：John Stanley / 作曲：筒美京平 / 編曲：茂木由多加
  - カセット企画『優のワンダーランド』収録曲